# بروک اسمیت (بسکتبال)
بروک اسمیت (به انگلیسی: Brooke Smith)(زاده ۳۰ آوریل ۱۹۸۴) ورزشکار زن رشتهٔ بسکتبال اهل کشور ایالات متحده آمریکا است.